# Sverker Johansson (físico)
Sverker Johansson (Lund, Suécia, 26 de maio de 1961) é um físico e linguista sueco.
Sverker Johansson participa na Wikipédia em língua sueca desde 2007 , onde foi administrador, com a ajuda do qual produziu entre 2012 e 2019 milhões de textos para centenas de milhares de artigos.
O alvo especial dos seus artigos são as aves, com a ambição de abranger todos os animais e plantas do planeta, e ainda os municípios das Filipinas.
Graças aos contributos de Sverker Johansson - chegando a 10 000 por dia  - a Wikipédia em língua sueca é a segunda maior , depois da Wikipédia em língua inglesa.